# Cómpeta (kommunhuvudort)
Cómpeta är en kommunhuvudort i Spanien.   Den ligger i provinsen Provincia de Málaga och regionen Andalusien, i den södra delen av landet, 400 km söder om huvudstaden Madrid. Cómpeta ligger 648 meter över havet och antalet invånare är 3 832.
Terrängen runt Cómpeta är kuperad söderut, men norrut är den bergig. Terrängen runt Cómpeta sluttar söderut.  Närmaste större samhälle är Vélez-Málaga, 12,8 km sydväst om Cómpeta. 